# Élections législatives de 1988 dans le Puy-de-Dôme
Les élections législatives françaises de 1988 se déroulent les 5 et 12 juin 1988. Dans le département du Puy-de-Dôme, six députés sont à élire dans le cadre de six circonscriptions.

## Élus
| Circonscription | Député sortant        | Parti                 | Parti                 | Député élu ou réélu      | Parti | Parti    |
| --------------- | --------------------- | --------------------- | --------------------- | ------------------------ | ----- | -------- |
| 1re             | Scrutin proportionnel | Scrutin proportionnel | Scrutin proportionnel | Maurice Pourchon         |       | PS       |
| 2e              | Scrutin proportionnel | Scrutin proportionnel | Scrutin proportionnel | Alain Néri               |       | PS       |
| 3e              | Scrutin proportionnel | Scrutin proportionnel | Scrutin proportionnel | Valéry Giscard d'Estaing |       | UDF (PR) |
| 4e              | Scrutin proportionnel | Scrutin proportionnel | Scrutin proportionnel | Jacques Lavédrine        |       | PS       |
| 5e              | Scrutin proportionnel | Scrutin proportionnel | Scrutin proportionnel | Maurice Adevah-Pœuf      |       | PS       |
| 6e              | Scrutin proportionnel | Scrutin proportionnel | Scrutin proportionnel | Edmond Vacant            |       | PS       |

## Positionnement des partis
L'UDF et le RPR se présentent unis sous l'étiquette « Union du Rassemblement et du Centre » tandis que les candidats du Parti socialiste se rangent sous la bannière de la « Majorité présidentielle pour la France unie », slogan de la campagne présidentielle de François Mitterrand.

## Résultats

### Résultats à l'échelle du département
| Parti          | Parti                               | Premier tour | Premier tour | Second tour | Second tour | Sièges |
| Parti          | Parti                               | Voix         | %            | Voix        | %           | Sièges |
| -------------- | ----------------------------------- | ------------ | ------------ | ----------- | ----------- | ------ |
|                | Parti socialiste                    | 114 799      | 43,27        | 132 785     | 55,62       | 5      |
|                | La France unie                      | 114 799      | 43,27        | 132 785     | 55,62       | 5      |
|                |                                     |              |              |             |             |        |
|                | Union pour la démocratie française  | 91 534       | 34,50        | 84 861      | 35,54       | 1      |
|                | Rassemblement pour la République    | 16 840       | 6,35         | 21 103      | 8,84        | 0      |
|                | Union du Rassemblement et du Centre | 108 374      | 40,84        | 105 964     | 44,38       | 1      |
|                |                                     |              |              |             |             |        |
|                | Parti communiste français           | 22 351       | 8,42         |             |             | 0      |
|                | Front national                      | 16 613       | 6,26         | 0           |             |        |
|                | Extrême gauche                      | 3 195        | 1,20         | 0           |             |        |
|                |                                     |              |              |             |             |        |
| Inscrits       | Inscrits                            | 401 563      | 100,00       | 334 861     | 100,00      | 6      |
| Abstentions    | Abstentions                         | 131 183      | 32,67        | 90 366      | 26,99       |        |
| Votants        | Votants                             | 270 380      | 67,33        | 244 495     | 73,01       |        |
| Blancs et nuls | Blancs et nuls                      | 5 048        | 1,87         | 5 746       | 2,35        |        |
| Exprimés       | Exprimés                            | 265 332      | 98,13        | 238 749     | 97,65       |        |

### Résultats par circonscription

#### Première circonscription (Clermont-Ferrand)
| Candidat       | Candidat                       | Parti          | Premier tour | Premier tour | Second tour | Second tour |  |
| Candidat       | Candidat                       | Parti          | Voix         | %            | Voix        | %           |  |
| -------------- | ------------------------------ | -------------- | ------------ | ------------ | ----------- | ----------- |  |
|                | Maurice Pourchon sortant réélu | PS             | 16 285       | 47,68        | 21 220      | 58,8        |  |
|                | Dominique Turpin               | UDF (AD) (URC) | 11 307       | 33,11        | 14 870      | 41,2        |  |
|                | Abel Poitrineau                | FN             | 2 729        | 7,99         |             |             |  |
|                | Jean Nicolas                   | PCF            | 2 449        | 7,17         |             |             |  |
|                | Jean-Jacques Perrier           | Extrême gauche | 1 382        | 4,05         |             |             |  |
|                |                                |                |              |              |             |             |  |
| Inscrits       | Inscrits                       | Inscrits       | 56 321       | 100,00       | 56 321      | 100,00      |  |
| Abstentions    | Abstentions                    | Abstentions    | 21 607       | 38,36        | 19 445      | 34,53       |  |
| Votants        | Votants                        | Votants        | 34 714       | 61,64        | 36 876      | 65,47       |  |
| Blancs et nuls | Blancs et nuls                 | Blancs et nuls | 562          | 1,62         | 786         | 2,13        |  |
| Exprimés       | Exprimés                       | Exprimés       | 34 152       | 98,38        | 36 090      | 97,87       |  |

#### Deuxième circonscription (Cournon-d'Auvergne)
| Candidat       | Candidat        | Parti          | Premier tour | Premier tour | Second tour | Second tour |  |
| Candidat       | Candidat        | Parti          | Voix         | %            | Voix        | %           |  |
| -------------- | --------------- | -------------- | ------------ | ------------ | ----------- | ----------- |  |
|                | Alain Néri élu  | PS             | 20 245       | 48,14        | 25 748      | 56,86       |  |
|                | Michel Cartaud  | UDF (PR) (URC) | 15 767       | 37,49        | 19 535      | 43,14       |  |
|                | Louis Virgoulay | PCF            | 3 356        | 7,98         |             |             |  |
|                | Jacques Lavest  | FN             | 2 689        | 6,39         |             |             |  |
|                |                 |                |              |              |             |             |  |
| Inscrits       | Inscrits        | Inscrits       | 64 869       | 100,00       | 64 852      | 100,00      |  |
| Abstentions    | Abstentions     | Abstentions    | 22 043       | 33,98        | 18 584      | 28,66       |  |
| Votants        | Votants         | Votants        | 42 826       | 66,02        | 46 268      | 71,34       |  |
| Blancs et nuls | Blancs et nuls  | Blancs et nuls | 769          | 1,8          | 985         | 2,13        |  |
| Exprimés       | Exprimés        | Exprimés       | 42 057       | 98,2         | 45 283      | 97,87       |  |

#### Troisième circonscription (Chamalières)
|                | Valéry Giscard d'Estaing élu | UDF (PR) (URC) | 26 585 | 58,64  |  |  |  |
|                | Gérard Semetin               | PS             | 13 848 | 30,54  |  |  |  |
|                | Maurice Vigier               | PCF            | 2 579  | 5,69   |  |  |  |
|                | Hubert Munier                | FN             | 2 325  | 5,13   |  |  |  |
|                |                              |                |        |        |  |  |  |
| Inscrits       | Inscrits                     | Inscrits       | 66 584 | 100,00 |  |  |  |
| Abstentions    | Abstentions                  | Abstentions    | 20 453 | 30,72  |  |  |  |
| Votants        | Votants                      | Votants        | 46 131 | 69,28  |  |  |  |
| Blancs et nuls | Blancs et nuls               | Blancs et nuls | 794    | 1,72   |  |  |  |
| Exprimés       | Exprimés                     | Exprimés       | 45 337 | 98,28  |  |  |  |

#### Quatrième circonscription (Issoire)
| Candidat       | Candidat                        | Parti          | Premier tour | Premier tour | Second tour | Second tour |  |
| Candidat       | Candidat                        | Parti          | Voix         | %            | Voix        | %           |  |
| -------------- | ------------------------------- | -------------- | ------------ | ------------ | ----------- | ----------- |  |
|                | Jacques Lavédrine sortant réélu | PS             | 21 476       | 47,87        | 27 550      | 56,63       |  |
|                | Pierre Pascallon sortant        | RPR (URC)      | 16 840       | 37,53        | 21 103      | 43,37       |  |
|                | Alain Cuerq                     | PCF            | 4 175        | 9,31         |             |             |  |
|                | Jean-Albert Instaby             | FN             | 2 375        | 5,29         |             |             |  |
|                |                                 |                |              |              |             |             |  |
| Inscrits       | Inscrits                        | Inscrits       | 67 719       | 100,00       | 67 667      | 100,00      |  |
| Abstentions    | Abstentions                     | Abstentions    | 21 925       | 32,38        | 17 796      | 26,3        |  |
| Votants        | Votants                         | Votants        | 45 794       | 67,62        | 49 871      | 73,7        |  |
| Blancs et nuls | Blancs et nuls                  | Blancs et nuls | 928          | 2,03         | 1 218       | 2,44        |  |
| Exprimés       | Exprimés                        | Exprimés       | 44 866       | 97,97        | 48 653      | 97,56       |  |

#### Cinquième circonscription (Thiers - Ambert)
| Candidat       | Candidat                          | Parti           | Premier tour | Premier tour | Second tour | Second tour |  |
| Candidat       | Candidat                          | Parti           | Voix         | %            | Voix        | %           |  |
| -------------- | --------------------------------- | --------------- | ------------ | ------------ | ----------- | ----------- |  |
|                | Maurice Adevah-Pœuf sortant réélu | PS              | 18 554       | 41,75        | 25 439      | 51,8        |  |
|                | Georges Chometon sortant          | UDF (CDS) (URC) | 17 067       | 38,4         | 23 671      | 48,2        |  |
|                | André Chassaigne                  | PCF             | 5 253        | 11,82        |             |             |  |
|                | Claude Jaffrès                    | FN              | 3 570        | 8,03         |             |             |  |
|                |                                   |                 |              |              |             |             |  |
| Inscrits       | Inscrits                          | Inscrits        | 66 364       | 100,00       | 66 342      | 100,00      |  |
| Abstentions    | Abstentions                       | Abstentions     | 20 941       | 31,55        | 15 795      | 23,81       |  |
| Votants        | Votants                           | Votants         | 45 423       | 68,45        | 50 547      | 76,19       |  |
| Blancs et nuls | Blancs et nuls                    | Blancs et nuls  | 979          | 2,16         | 1 437       | 2,84        |  |
| Exprimés       | Exprimés                          | Exprimés        | 44 444       | 97,84        | 49 110      | 97,16       |  |

#### Sixième circonscription (Riom)
| Candidat       | Candidat                    | Parti          | Premier tour | Premier tour | Second tour | Second tour |  |
| Candidat       | Candidat                    | Parti          | Voix         | %            | Voix        | %           |  |
| -------------- | --------------------------- | -------------- | ------------ | ------------ | ----------- | ----------- |  |
|                | Edmond Vacant élu           | PS             | 24 391       | 44,77        | 32 828      | 55,06       |  |
|                | Gérard Boche                | UDF (PR) (URC) | 20 808       | 38,19        | 26 785      | 44,93       |  |
|                | Jean-Claude Jacob           | PCF            | 4 539        | 8,33         |             |             |  |
|                | Bernard de Vimal du Bouchet | FN             | 2 925        | 5,36         |             |             |  |
|                | Jean-Luc Descamp            | Extrême gauche | 1 813        | 3,32         |             |             |  |
|                |                             |                |              |              |             |             |  |
| Inscrits       | Inscrits                    | Inscrits       | 79 706       | 100,00       | 79 679      | 100,00      |  |
| Abstentions    | Abstentions                 | Abstentions    | 24 214       | 30,38        | 18 746      | 23,53       |  |
| Votants        | Votants                     | Votants        | 55 492       | 69,62        | 60 933      | 76,47       |  |
| Blancs et nuls | Blancs et nuls              | Blancs et nuls | 1 016        | 1,83         | 1 320       | 2,17        |  |
| Exprimés       | Exprimés                    | Exprimés       | 54 476       | 98,17        | 59 613      | 97,83       |  |